# Abner Louis Notkins
Abner Louis Notkins (* 8. Mai 1932 in New Haven, Connecticut) ist ein US-amerikanischer Immunologe und Virologe.
Notkins studierte an der Yale University (Bachelor-Abschluss 1953) und machte seinen M.D.-Abschluss als Mediziner 1958 an der New York University. Seine Facharztausbildung (Internship, Residency) absolvierte er am Johns Hopkins Hospital und forschte 1960/61 am National Cancer Institute der National Institutes of Health (NIH). Danach forschte er am Labor für Mikrobiologie des National Institute of Dental Research (NIDR) des NIH. 1967 bis 1973 leitete er dort die Virologie und 1973 bis 1997 das Laboratory of Oral Medicine. Ab 1997 leitete er die Abteilung Experimentelle Medizin am National Institute of Dental and Craniofacial Research (NIDCR) der NIH. 
Er befasste sich mit Autoimmunerkrankungen, speziell dem Diabetes mellitus vom Typ 1 und den dabei beteiligten Auto-Antigenen (wie IA-2). Er forschte an Möglichkeiten, über spezifische Antikörper Autoimmunkrankheiten vor dem eigentlichen Ausbruch der Krankheit im Blut nachweisen zu können.
1986 erhielt er den Paul-Ehrlich-und-Ludwig-Darmstaedter-Preis. Er ist Mitglied der American Association for the Advancement of Science.